# 사운드박스 (밴드)
사운드박스는 대한민국의 밴드이다. 대한민국 최초로 탭댄스와 비트박스를 함께 하는 밴드이고, 버스킹을 2000여 회에 가깝게 하였다.

## 멤버
- 기타&보컬 - JD (윤승훈)
- 탭&퍼커션&보컬&랩 - 신내련 (신혜련)
- 건반 - 빅스타진 (박성진)
- 베이스 - 킹덤 (김왕국)
- 비트박스&드럼 - 쿠키 (안국기)